# ZZ Ceti

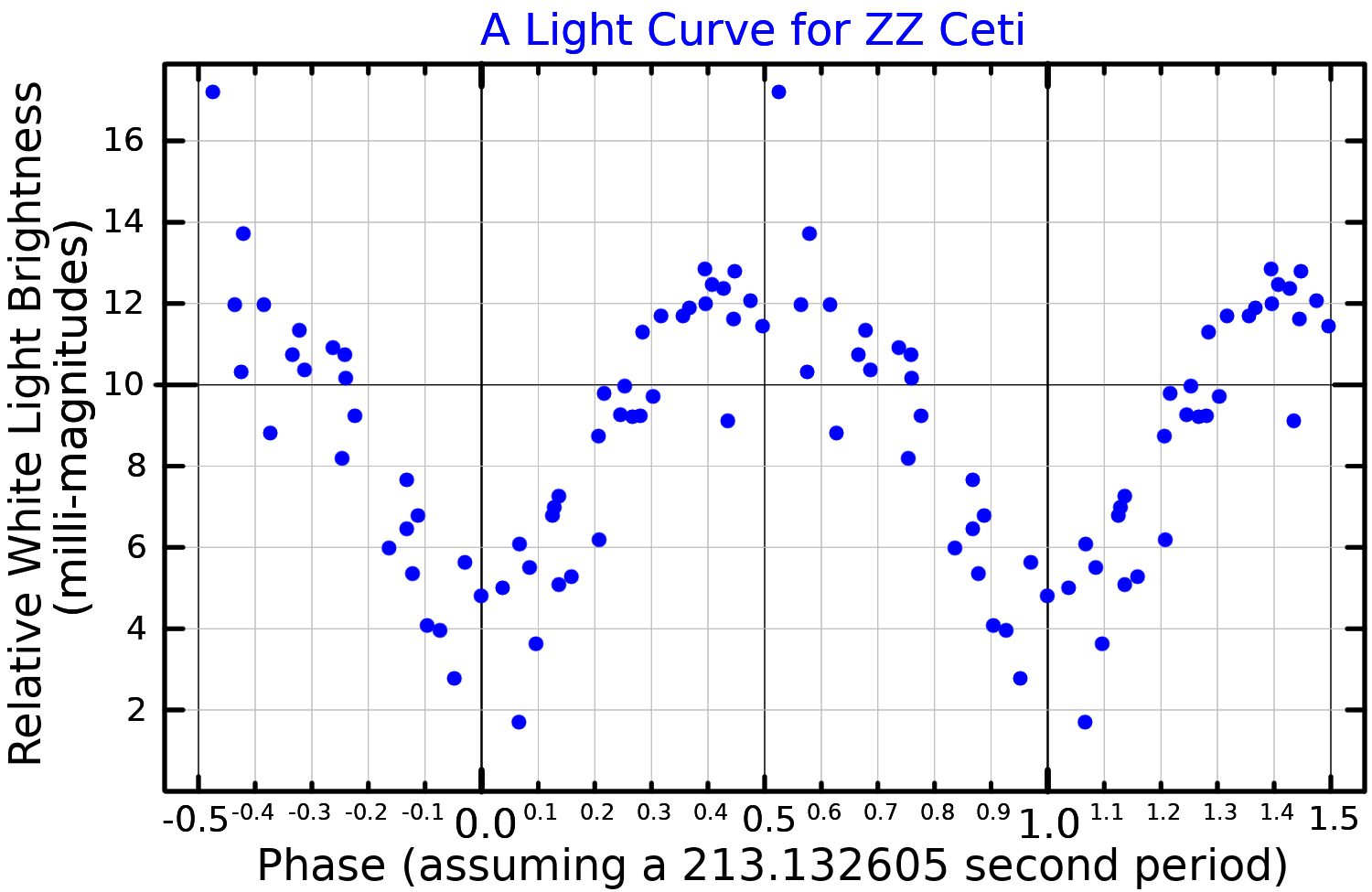
Curva de luz de la enana blanca ZZ Ceti

ZZ Ceti, también conocida como Ross 548, es una enana blanca situada en la constelación de Cetus a 103 años luz de distancia del sistema solar.

## Características
La luminosidad de ZZ Ceti apenas supone el 0,7% de la luminosidad solar mientras que el estudio de su espectro con modelos matemáticos corresponde a una temperatura efectiva de 11.900 K.
Su masa se estima en 0,54 masas solares y tiene un radio aproximadamente doble que el radio de la Tierra.
Su período de rotación es de un día y medio.

## Variabilidad
ZZ Ceti es una enana blanca pulsante de tipo espectral DAV4, prototipo de las variables que llevan su nombre, variables ZZ Ceti. En estas estrellas las variaciones son debidas a pulsaciones no radiales, con períodos de pulsación típicos entre 100 y 1200 s. La variabilidad de ZZ Ceti fue descubierta en 1970 por B.M. Lasker y J.E. Hesser; junto a HL Tau 76 y G 44-32 eran las únicas enanas blancas variables entonces conocidas.
La energía dominante en el espectro pulsátil de ZZ Ceti reside en dos dobletes a 213 y 274 s con un espaciamiento de 0,5 s (véase tabla inferior).
| Periodo (s) | Amplitud (mma)* |
| ----------- | --------------- |
| 213,1326…   | 6,7             |
| 212,7684…   | 4,1             |
| 274,2508…   | 4,1             |
| 274,7745…   | 2,9             |

*Una amplitud de milimodulación (mma) equivale a un cambio de 0,1% en intensidad.
Fuente: Mukadam et al. (2003)
La variación en el tiempo del período principal de 213,13 s es tan pequeño, que ZZ Ceti es uno de los relojes ópticos conocidos más estables, comparable a los relojes atómicos y más estable que la mayoría de los púlsares.